# Св. св. Козма и Дамян (Световраче)
„Св. св. Козма и Дамян“ или „Свети Врачи“ (на македонска литературна норма: „Свети Кузман и Дамјан“, „Свети Врачи“) е възрожденска църква в кичевското село Световраче, Северна Македония. Църквата е част от Кичевското архиерейско наместничество на Дебърско-Кичевската епархия на Македонската православна църква – Охридска архиепископия. Изградена е в 1885 година върху руините на църква от късното средновековие. Иконостасът е изработен от мияшки майстори в края на XIX век.